# 1601
| [ Edytuj tabelę ]              | |
| Król Polski                    | - 1587 Zygmunt III Waza 1632 |
| Współksiążęta Andory           | - 1588 Andreu Capella 1609 - 1572 Henryk IV Burbon 1610                                                                                        |
| Król Anglii                    | - 1558 Elżbieta I 1603 |
| Elektor Brandenburgii          | - 1598 Joachim Fryderyk 1608 |
| Książę Bawarii                 | - 1597 Maksymilian I Bawarski 1623 |
| Sułtan Brunei                  | - 1600 Shah Berunai 1605 |
| Cesarz Chin                    | - 1572 Wanli 1620 |
| Król Czech                     | - 1576 Rudolf II Habsburg 1611 |
| Król Danii                     | - 1588 Chrystian IV 1648 |
| Dalajlama                      | - 1589 Jonten Gjaco 1616 |
| Cesarz Etiopii                 | - 1597 Jakub 1606 |
| Król Francji                   | - 1589 Henryk IV 1610 |
| Król Hiszpanii                 | - 1598 Filip III 1621 |
| Landgraf Hesji-Kassel          | - 1592 Maurycy Uczony 1627 |
| Stadhouder Holandii            | - 1584 Maurycy Orański 1625 |
| Szach Iranu                    | - 1587 Abbas I Wielki 1629 |
| Państwo Wielkich Mogołów       | - 1556 Akbar 1605 |
| Cesarz Japonii                 | - 1586 Go-Yōzei 1611 |
| Kalif                          | - 1595 Mehmed III 1603 |
| Patriarcha Konstantynopola     | - 1598 Mateusz II 1602 - 1601 Melecjusz I Pigas 1601                                                                                           |
| Władca Korei                   | - 1567 Sŏnjo 1608 |
| Książę Kurlandii i Semigalii   | - 1587 Fryderyk Kettler 1642 - 1587 Wilhelm Kettler 1616                                                                                       |
| Sułtan Maroka                  | - 1578 Ahmad al-Mansur 1603 |
| Senior Monako                  | - 1589 Herkules 1604 |
| Król Nawarry                   | - 1572 Henryk III 1610 |
| Król Norwegii                  | - 1588 Chrystian IV 1648 |
| Sułtan Omanu                   | - 1560 Abd Allah ibn Muhammad 1624 |
| Elektor Palatynatu             | - 1583 Fryderyk IV 1610 |
| Papież                         | - 1592 Klemens VIII 1605 |
| Książę Parmy i Piacenzy        | - 1592 Ranuccio I 1622 |
| Król Portugalii                | - 1598 Filip II 1621 |
| Książę w Prusach               | - 1568 Albrecht Fryderyk 1618 - 1578 Jerzy Fryderyk (regent) 1603                                                                              |
| Car Rosji                      | - 1598 Borys Godunow 1605 |
| Cesarz Rzymski (niemiecki)     | - 1576 Rudolf II Habsburg 1612 |
| Kapitanowie Regenci San Marino | - 1600 Pier Matteo Belluzzi Fabrizio Belluzzi 1601 - 1601 Lorenzo Martelli Liberio Gabrielli 1601 - 1601 Girolamo Gozi Francesco Giannini 1602 |
| Elektor Saksonii               | - 1591 Krystian II Wettyn 1611 |
| Król Szkocji                   | - 1567 Jakub VI 1625 |
| Król Szwecji                   | - 1599 Karol IX Waza 1611 |
| Król Tajlandii                 | - 1590 Naresuan 1605 |
| Sułtan Turków                  | - 1595 Mehmed III 1603 |
| Doża Wenecji                   | - 1595 Marino Grimani 1606 |
| Król Węgier                    | - 1576 Rudolf II 1608 |
| Książęta Wirtembergii          | - 1593 Fryderyk I 1608 |

Rok 1601 / MDCI
stulecia: XVI wiek ~
XVII wiek ~
XVIII wiek

lata: 1591 «
1596 «
1597 «
1598 «
1599 «
1600 «
1601
» 1602
» 1603
» 1604
» 1605
» 1606
» 1611

## Wydarzenia w Polsce
- 6 stycznia – wojna polsko-szwedzka: Szwedzi zajęli Dorpat.
- 7 stycznia – wojna polsko-szwedzka: stoczono bitwę pod Kiesią.
- 7 lutego–13 marca – w Warszawie obradował sejm zwyczajny[1].
- 23 czerwca – wojna polsko-szwedzka: stoczono bitwę pod Kokenhausen.
- 22 września – Zygmunt Waza przybył do Inflant.
- 18 grudnia – wojna polsko-szwedzka: wojska polskie pod dowództwem hetmana wielkiego koronnego Jana Zamoyskiego zdobyły Wolmar.

## Wydarzenia na świecie
- 17 stycznia – książę Sabaudii Karol Emanuel I i król Francji Henryk IV podpisali traktat z Lyonu, kończący spór o markizat Saluzzo.
- 9 lutego – hiszpański dwór królewski przeniósł się do Valladolid.
- 23 czerwca – wojna polsko-szwedzka: zwycięstwo wojsk polskich w bitwie pod Kokenhausen.
- 5 lipca – wojna osiemdziesięcioletnia: rozpoczęło się oblężenie Ostendy przez wojska hiszpańskie.
- 18 września – trzęsienie ziemi z epicentrum w centralnej Szwajcarii w Unterwalden.
- 2 października – irlandzka wojna dziewięcioletnia: rozpoczęło się oblężenie Kinsale.

- Początek fali nieurodzajów w Wielkim Księstwie Moskiewskim.
- Pożar Gliwic[2].

## Urodzili się
- 8 stycznia – Baltasar Gracián, hiszpański prozaik i pisarz polityczny, ksiądz, jezuita (zm. 1658)
- 19 stycznia – Guido Cagnacci, włoski malarz okresu późnego baroku (zm. 1663)
- 19 marca – Alonso Cano, hiszpański rzeźbiarz, malarz, architekt i rysownik okresu baroku (zm. 1667)
- 27 maja – Antoni Daniel, święty Kościoła Katolickiego, męczennik, francuski jezuita, misjonarz w Kanadzie (zm. 1648)
- 23 czerwca – Anna Maria, hrabianka Fryzji Wschodniej, księżna Meklemburgii-Schwerin (zm. 1634)
- 17 sierpnia – Pierre de Fermat, francuski matematyk (samouk), z wykształcenia prawnik i lingwista (zm. 1665)
- 22 sierpnia – Georges de Scudéry, francuski pisarz (zm. 1667)
- 13 września – Jan Brueghel (młodszy), flamandzki malarz barokowy, syn Jana Brueghla starszego (zm. 1678)
- 22 września – Anna Austriaczka, królowa francuska (zm. 1666)
- 27 września – Ludwik XIII, król Francji i Nawarry (zm. 1643)
- 24 października – Alvise Contarini, 106. Doża Wenecji (zm. 1684)
- 9 listopada – Fryderyk Wilhelm cieszyński, książę cieszyński, ostatni legalny potomek Piastów górnośląskich (zm. 1625)
- 14 listopada – Jean Eudes, francuski duchowny katolicki, założyciel eudystów, święty (zm. 1680)

- data dzienna nieznana: 
  - Michelangelo Rossi, włoski kompozytor, skrzypek i organista epoki baroku (zm. 1656)
  - Frans Ykens, flamandzki malarz martwych natur (zm. 1693)

## Zmarli
- 29 stycznia – Ludwika Lotaryńska, królowa Francji, małżonka Henryka III, księżna Mercœur (ur. 1553)
- 27 lutego – Anna Line, angielska męczennica, święta katolicka (ur. ?)
- 9 sierpnia – Michał Waleczny, hospodar Wołoszczyzny Mołdawii (ur. 1558)
- 24 października – Tycho Brahe, duński astronom (ur. 1546)
- 31 grudnia – Hans Henneberger, malarz nadworny w Królewcu (ur. 1563)
- data dzienna nieznana: 
  - Robert Beale, angielski dyplomata i urzędnik (ur. 1541)
  - Germana Cousin, francuska święta katolicka (ur. 1579)

## Święta ruchome
- Tłusty czwartek: 1 marca
- Ostatki: 6 marca
- Popielec: 7 marca
- Niedziela Palmowa: 15 kwietnia
- Wielki Czwartek: 19 kwietnia
- Wielki Piątek: 20 kwietnia
- Wielka Sobota: 21 kwietnia
- Wielkanoc: 22 kwietnia
- Poniedziałek Wielkanocny: 23 kwietnia
- Wniebowstąpienie Pańskie: 31 maja
- Zesłanie Ducha Świętego: 10 czerwca
- Boże Ciało: 21 czerwca